# 1901 en Bretagne
 Chronologie de la Bretagne
- 1897
- 1898
- 1899
- 1900
- 1901
- 1902
- 1903
- 1904
- 1905

Cette page recense des événements qui se sont produits durant l'année 1901 en Bretagne.

## Société

### Naissance
- 15 avril : René Pleven, né à Rennes, personnalité de la France libre pendant la guerre, il sera ensuite élu des Côtes-du-Nord jusqu'en 1973. Il fut président du Conseil et plusieurs fois ministre sous la IVe république et de nouveau sous la Ve République. Il participe à la fondation du CELIB en 1950[1].

### Décès
- 4 août : Louis Grivart, avocat, sénateur d'Ille-et-Vilaine, ancien ministre[2].
- 20 août : Joseph Astor, ancien capitaine de l'armée française, sénateur du Finistère, ancien maire de Quimper et ancien conseiller général du Finistère[2].

## Politique
- 31 mars : Jules de Cuverville, élu sénateur du Finistère à l'occasion d'un élection partielle[3].
- 17 novembre : Adolphe Porquier, élu sénateur du Finistère à l'occasion d'un élection partielle[4].

## Culture
- 17 juillet : Création du Gorsedd de Bretagne à l'occasion du 3e congrès de l'URB. Ses buts sont la conservation et le développement des arts, de la langue et de la littérature bretonnes et les traditions celtiques. Ses premiers animateurs sont Yann Le Fustec, Taldir Jaffrennou, Léon Le Berre, François Vallée, Erwan ar Moal, Loeiz Herrieu[5].

## Sports

### Football
- 10 mars : Création du Stade rennais.